# 手話言語の国際デー
手話言語の国際デー（英語: International Day of Sign Languages、IDSL）は、毎年9月23日に国際ろう者週間とともに世界中で祝われる手話普及とろうあ者の権利のための記念日である。
9月23日が選ばれた理由は、1951年に世界ろう連盟が設立された日であることに由来する。2017年12月19日に国連総会で宣言された。

## テーマ
- 2018: With sign language, everyone is included![3]（手話言語はみんなと共に生きる！[4]）
- 2019: Sign language rights for all![5]（すべての人に手話言語の権利を！[4]）
- 2020: Sign languages are for everyone!（手話言語は皆のために！[4]）
- 2021: We sign for human rights![6]（私たちが手話をするのは人権である[4]）
- 2022: Sign languages unite us![6]（手話言語で団結しよう！[4]）
- 2023: A World Where Deaf People Everywhere Can Sign Anywhere! (ろう者がいる場所すべてで手話ができる世界を！[4])
- 2024: Sign up for sign language rights! (手話の権利のために参加を! [4])